# El Petit de Cal Eril
Joan Pons Villaró, född 5 oktober 1981 i Guissona, är en katalansk (spansk) singer-songwriter, verksam under pseudonymen/gruppnamnet El Petit de Cal Eril. Hans musikaliska stil blandar folkrock och psykedelisk musik. Musikkarriären inleddes 2007, och sedan dess har han presenterat sju album.

## Biografi
Joan Pons växte upp i comarcan Segarra i centrala Katalonien (i nordöstra Spanien). Han uppmärksammades 2007 via det självutgivna debutalbumet/demoalbumet Per què es grillen les patates?, Artistnamnet relaterade till namnet på det hus i Guissona där han bodde under uppväxten (El Petit de Cal Eril betyder "Lillgrabben från Eril-huset"). Vid denna tid kompletterades gitarristen Pons av David Paco på elbas, Lluís Rueda på diverse instrument, Dani Díaz och Dani Domene (slagverk)

### Tidig karriär
Det första officiella albumet blev 2009 års … i les sargantanes al sol, en hemmainspelning som gavs ut av det katalanska skivbolaget Bankrobber. Vid sidan av egna kompositioner som "I tantes figues" (kompletterad med musikvideo) och "Mandolines tralarí" tolkade han populära visor som "La Caterineta per la Mercè" och "Mon pare no té nas". Samma år syntes han på TV, på Movistar, och som del av musikfestivalen Poparb. Under de kommande två åren bestod bandet på scen oftast av Pons kompletterad av David Paco, Lluís Rueda och batterist Càndid Coll. I slutet av 2009 publicerades EP:n Cançons de Nadal, ett julalbum som spelades in tillsammans med Anímic och presenterades på Barcelonas konserthus L'Auditori.
Hösten 2010 kom albumet Vol i dol, inspelad efter Pons fars död och med en stil och titel ('Flykt och smärta') som präglades av detta. Efter konsertturnén följde ett sabbatsår, och bandet upplöstes. Våren 2013 återkom El Petit de Cal Eril med dubbelalbumet (17 låtar, bland annat utgiven som en dubbel-LP) La figura del buit. Denna gång fanns en helt ny gruppsammansättning med Artur Tort (keyboard), Dani Comas (elbas), Ildefons Alonso (trummor), Genís Bou (saxofon), Sidru Palmada (trombon) och Pep Garau (trumpet).
Därefter dröjde det ånyo tre år till nästa album. Våren 2016 släpptes La força, inspelad i en isolerad stuga mitt under den gångna vintern, och under den efterföljande konsertturnén passerades ett antal orter i östra och centrala Spanien. 

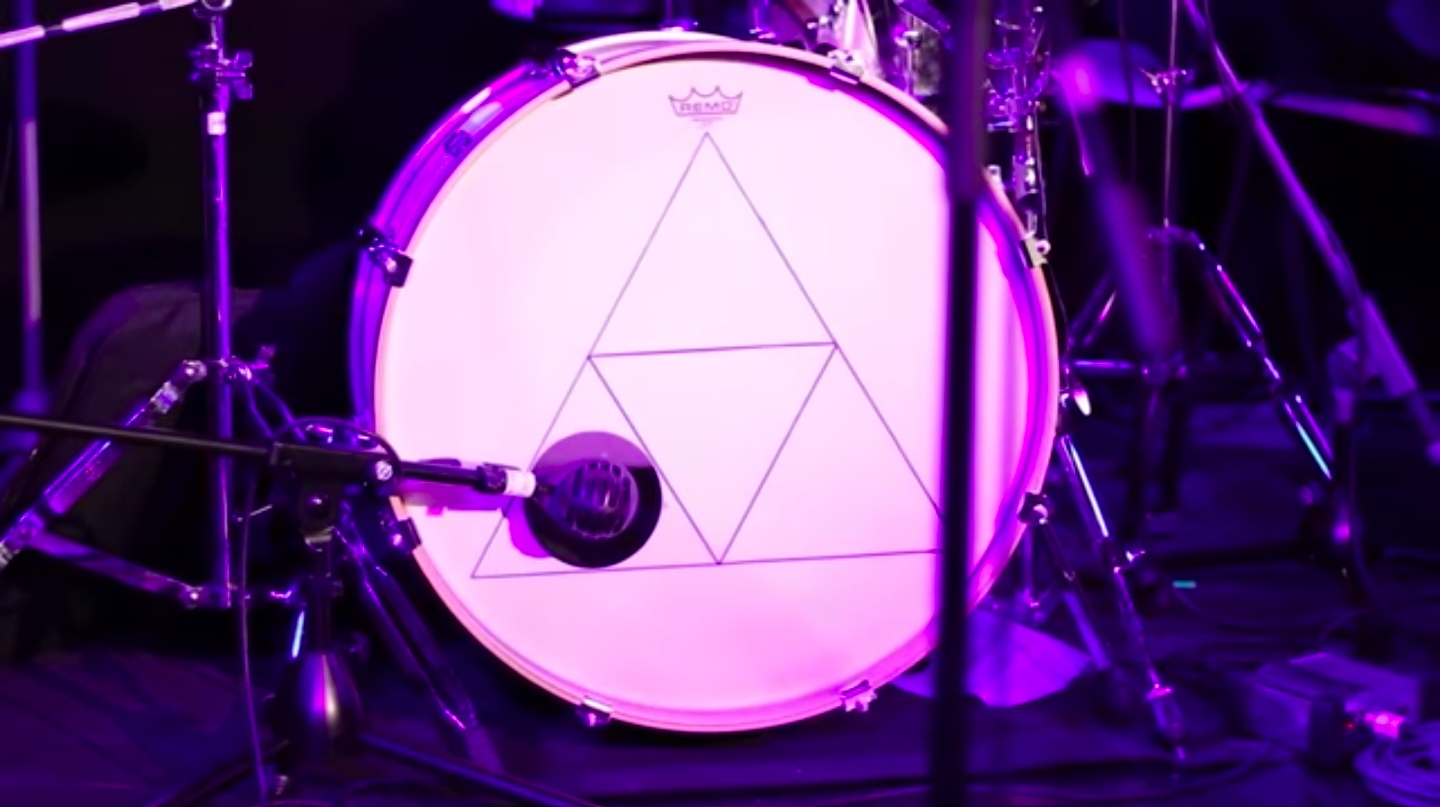
"Triangel"-trumma i El Petit de Cal Erils trumset, vid konsert med Ferran Palau 2019.

### Senare år
Under ovanstående turné skedde parallellt planeringen av ett nytt album, producerat på ett något annorlunda vis. Albumet △ (uttalat Triangle, som i 'triangel') presenterades som tre separata EP-skivor, vardera med tre låtar. De tre EP:na spelades in på tre olika studior (den tredje i Figure 8 på Brooklyn i New York). Det slutliga albumet gavs ut i januari 2018.
I början av 2019 skedde inspelningen av albumet Energia fosca, utgiven i maj samma år. Albumet belönades på senhösten 2019 som Kritikernas bästa poprockalbum 2019, en av årets Enderrock-priser. Priset delades med Ferran Palau och dennes album Kevin. På senare år har de båda musikartisterna återkommande samarbetat, både på scen (Pons är ofta slagverkare vid Palaus konserter) och i utvecklandet av den musikstil som de sedan 2018 benämnt "metafysisk pop" (pop metafísic).
2021 återkom El Petit de Cal Eril, efter ett pandemiår med en delvis nedstängd musikbransch, med albumet N.S.C.A.L.H. Uttydandet av förkortningen förklaras av avslutningslåten "No sabràs com acabarà la història" ('Jag kommer inte veta hur historien slutar'), och det har även producerats ett lokalt vin med samma titel. Albumet innehåller även "Non tornerai", en låt på italienska inspirerad av vänskapen med Luca Masseroni i den italiensk-katalanska popgruppen Germà Aire.

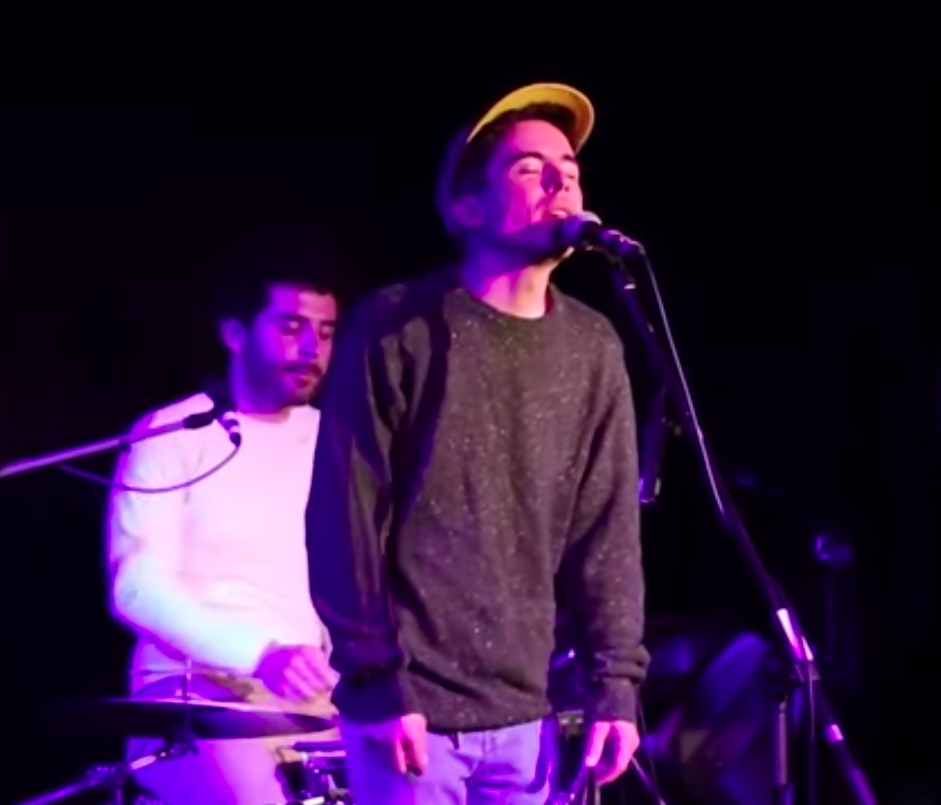
Joan Pons 2019 (t.v.), som slagverkare vid konsert med Ferran Palau.

## Diskografi
Nedanstående är studioalbum, om ej annat noteras
- 2007 – Per què es grillen les patates? ('Varför grillar de potatisarna?', demo)
  - 2012 – Per què es grillen les patates? (återutgivning i albumform)
- 2009 – … i les sargantanes al sol ('… och ödlorna i solen', Pickpocket/Bankrobber)
- 2010 – Cançons de Nadal ('Julsånger'; EP)
- 2010 – Vol i dol ('Flykt och smärta')
- 2013 – La figura del buit ('Tomhetens form'; Bankrobber)
- 2016 – La força ('Kraften'; Bankrobber)
- 2018 – Δ (uttalas "Triangle", som 'triangel'; Bankrobber)
- 2019 – Energia fosca ('Mörk energi'; Bankrobber)
- 2021 – N.S.C.A.L.H. (Bankrobber)